# Камінь-Лев (острів)
Камінь-Лев (рос. Камень-Лев, яп. 萌 消 島 моекесі-то:) — невеликий острів південної групи Великої гряди Курильських островів. Здалеку нагадує фігуру лежачого лева, звідки і назва. Розташований на підводній височині перед входом в затоку Левова Паща біля берегів Ітурупу — найбільшого з Курильських островів. Являє собою виступаючий з моря фрагмент північної стіни кальдери вулкана Левова Паща. Має овальну форму з практично прямовисними берегами. Висота острова 162 метри, на його південному краю знаходиться загострена скеля висотою 182 метри над рівнем моря. Плоскішу вершину острова покривають зелені мохи та лишайники. Острів часто огортають тумани, тому він являє собою небезпеку для навігації.

## Історія
Ітуруп до 1945 рр. входив до складу Японії. З 1945 р. — окупований радянськими військами та включений до СРСР (РРФСР). З 1991 р. — в складі Росії.